# Rio Maracanã (vattendrag i Brasilien, Amazonas)
Rio Maracanã är ett vattendrag i Brasilien.   Det ligger i delstaten Amazonas, i den centrala delen av landet, 1 500 km nordväst om huvudstaden Brasília.
I omgivningarna runt Rio Maracanã växer i huvudsak städsegrön lövskog. Trakten runt Rio Maracanã är nära nog obefolkad, med mindre än två invånare per kvadratkilometer.